# Шаврін Вадим Олегович
Вадим Олегович Шаврін (нар. 15 травня 1988, Макіївка, Донецька область, УРСР) — український футболіст, нападник хмельницького «Поділля».

## Клубна кар'єра
Народився в Макіївці Донецької області. Вихованець футбольної академії донецького «Шахтаря». У чемпіонаті ДЮФЛУ в 2002—2004 роках зіграв в команді донеччан 74 матчі, забив 47 м'ячі. З 2004 року грав за «Шахтар-2», «Шахтар-3» і дубль гірників. Єдиний матч в основному складі «Шахтаря» зіграв 17 червня 2007 року в останньому турі чемпіонату України 2006/07 років проти запорізького «Металурга», замінивши на 50-ій хвилині Дениса Кожанова.
Влітку 2008 року на правах оренди перейшов до алчевської «Сталі», а взимку 2009 року — до «Олімпіка» (Донецьк). У липні 2009 року став гравцем луцької «Волині», в складі якої відзначився дебютним голоа у першому матчі луцького клубу в новому сезоні. Але вже в вересні 2009 року приєднався до «Олімпіка».
У сезоні 2010/11 років у складі донецького «Олімпіка» ставав чемпіоном України серед команд другої ліги у групі «Б», а також кращим бомбардиром цього турніру. У сезоні 2016/17 років у складі першолігового «Миколаєва» пробився в півфінал Кубка України, але покинув цю команду до історичного матчу.

## Кар'єра в збірній
У 2005 році виступав у юнацьких збірних України (U-17) та (U-18). У 2008 році зіграв єдиний матч у футболці молодіжної збірної України.

## Досягнення
- Друга ліга чемпіонату України (група «Б»)
  -  Чемпіон: 2010/11